# Nœud de trèfle

Nœud de trèfle

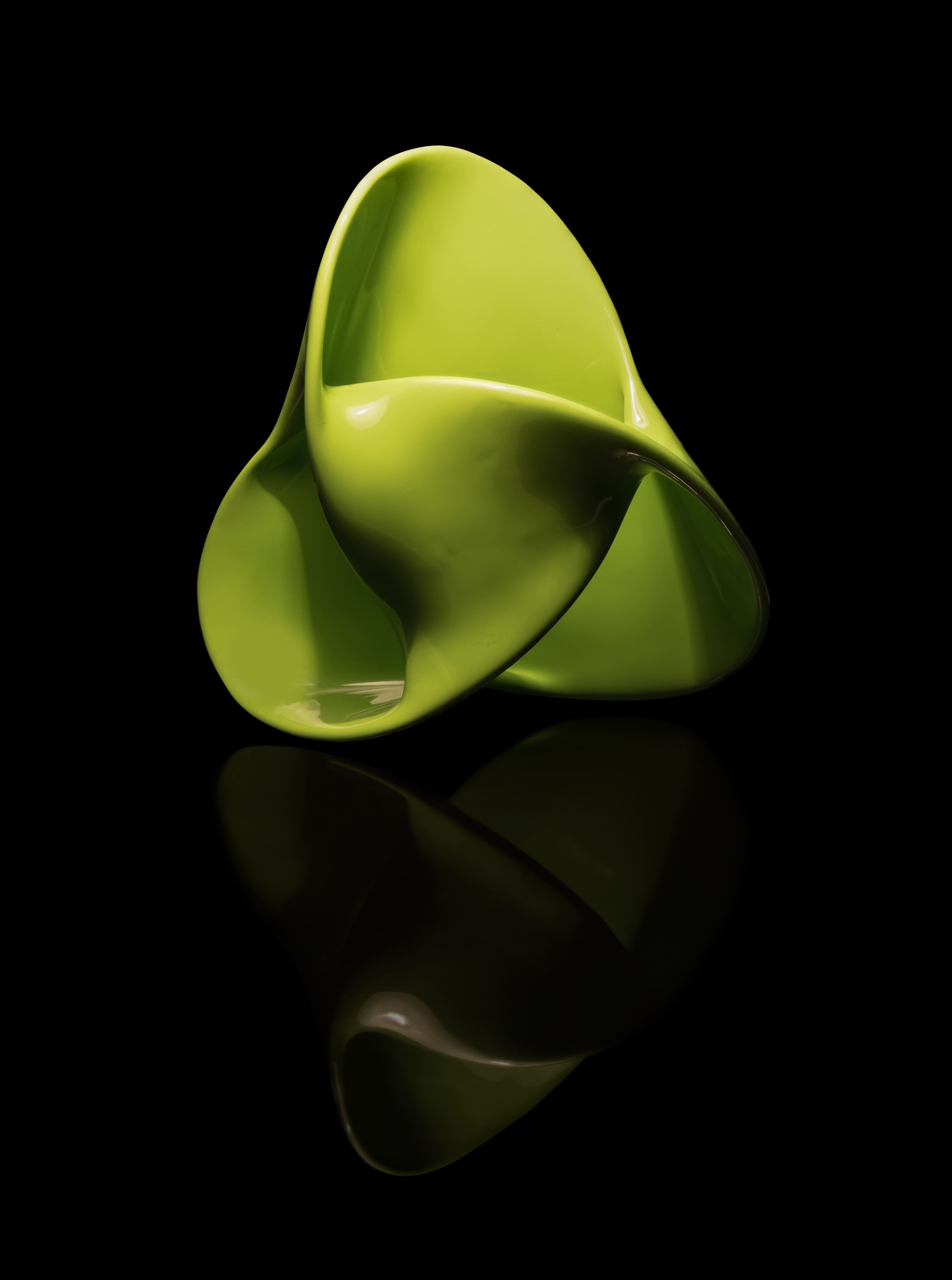
Surface de Seifert associée à un nœud de trèfle : il en forme le bord.

En théorie des nœuds, le nœud de trèfle est le nœud le plus simple après le nœud trivial. C'est le seul nœud premier à trois croisements. On peut aussi le décrire comme nœud torique de type (2,3), son mot dans le groupe de tresses étant σ13. Une autre description (liée à la précédente) est l'intersection de la sphère unité {\displaystyle S^{3}} dans C2 avec la courbe plane complexe d'équation {\displaystyle z^{2}+w^{3}=0}.

## Propriétés
Le nœud de trèfle est chiral, c’est-à-dire qu'il n’est pas équivalent à son image par réflexion. C’est un nœud alterné. C’est un nœud fibré, ce qui signifie que son complément dans {\displaystyle S^{3}} est un fibré sur {\displaystyle S^{1}}. Dans la description du nœud de trèfle comme ensemble des couples de nombres complexes {\displaystyle (z,w)} tels que {\displaystyle |z|^{2}+|w|^{2}=1} et {\displaystyle z^{2}+w^{3}=0}, ce fibré est donné par l’application de Milnor (en) {\displaystyle \phi (z,w)=(z^{2}+w^{3})/|z^{2}+w^{3}|}, et la fibre est un tore privé d'un disque. Il est tricoloriable.
Le polynôme d’Alexander du nœud de trèfle est {\displaystyle t^{2}-t+1}. Son polynôme de Jones est {\displaystyle z+z^{3}-z^{4}}.
Le groupe de nœud (en) du nœud de trèfle est isomorphe au groupe de tresses B3.